# Championnat de Malte d'échecs
Le championnat de Malte d'échecs est la compétition qui permet de désigner le meilleur joueur d'échecs de Malte.

## Historique
Le premier championnat enregistré a eu lieu en 1923 et remporté par Oscar Serracino-Inglott. Harry Camilleri a remporté le championnat dix-huit fois, la première fois en 1965 et la dernière en 2005, à l'âge de 72 ans.

## Vainqueurs
La liste des vainqueurs du championnat mixte depuis 1923.
| #  | Année | Vainqueur                         |
| -- | ----- | --------------------------------- |
| 1  | 1923  | Oscar Serracino-Inglott (en)      |
| 2  | 1925  | Oscar Serracino-Inglott (en)      |
| 3  | 1926  | Oscar Serracino-Inglott (en)      |
| 4  | 1927  | Erin Serracino-Inglott (en)       |
| 5  | 1928  | Erin Serracino-Inglott (en)       |
| 6  | 1930  | Erin Serracino-Inglott (en)       |
| 7  | 1934  | John Soler (en)                   |
| 8  | 1935  | Carmelo Frisk (en)                |
| 9  | 1936  | Richard Soler (en)                |
| 10 | 1937  | Frank Ellul (en)                  |
| 11 | 1938  | Richard Soler (en)                |
| 12 | 1939  | Richard Soler (en)                |
| 13 | 1940  | Richard Soler (en)                |
| 14 | 1946  | Wilfred Attard (en)               |
| 15 | 1948  | John Soler (en)                   |
| 16 | 1949  | Richard Soler (en)                |
| 17 | 1950  | Wilfred Attard (en)               |
| 18 | 1953  | Wilfred Attard (en)               |
| 19 | 1954  | Wilfred Attard (en)               |
| 20 | 1955  | Guze Mifsud Bonnici (en)          |
| 21 | 1956  | John Soler (en)                   |
| 22 | 1957  | Wilfred Attard (en)               |
| 23 | 1958  | Wilfred Attard (en)               |
| 24 | 1959  | Wilfred Attard (en)               |
| 25 | 1960  | Wilfred Attard (en)               |
| 26 | 1961  | Wilfred Attard (en)               |
| 27 | 1962  | Claude Sollars (en)               |
| 28 | 1963  | Wilfred Attard (en)               |
| 29 | 1964  | Wilfred Attard (en)               |
| 30 | 1965  | Harry Camilleri                   |
| 31 | 1966  | Harry Camilleri                   |
| 32 | 1967  | Harry Camilleri                   |
| 33 | 1968  | Harry Camilleri                   |
| 34 | 1969  | Harry Camilleri                   |
| 35 | 1970  | Harry Camilleri                   |
| 36 | 1971  | Harry Camilleri                   |
| 37 | 1972  | Harry Camilleri                   |
| 38 | 1973  | Adriano Gouder (en)               |
| 39 | 1974  | Harry Camilleri                   |
| 40 | 1975  | Adriano Gouder (en)               |
| 41 | 1976  | Harry Camilleri                   |
| 42 | 1977  | Harry Camilleri                   |
| 43 | 1978  | Harry Camilleri                   |
| 44 | 1979  | Harry Camilleri                   |
| 45 | 1980  | Wilfred Attard (en)               |
| 46 | 1981  | Harry Camilleri Joseph Gauci (en) |
| 47 | 1982  | Josef Lauri (en)                  |
| 48 | 1983  | Geoffrey Borg (en)                |
| 49 | 1984  | Geoffrey Borg (en)                |
| 50 | 1985  | Geoffrey Borg (en)                |
| 51 | 1986  | Geoffrey Borg (en)                |
| 52 | 1987  | Geoffrey Borg (en)                |
| 53 | 1988  | Conrad Thake (en)                 |
| 54 | 1989  | Harry Camilleri                   |
| 55 | 1990  | Harry Camilleri                   |
| 56 | 1991  | Peter Sammut Briffa (en)          |
| 57 | 1992  | Stefan Camilleri (en)             |
| 58 | 1993  | Timothy Mifsud (en)               |
| 59 | 1994  | Timothy Mifsud (en)               |
| 60 | 1995  | Timothy Mifsud (en)               |
| 61 | 1996  | Timothy Mifsud (en)               |
| 62 | 1997  | Timothy Mifsud (en)               |
| 63 | 1998  | Timothy Mifsud (en)               |
| 64 | 1999  | Harry Camilleri                   |
| 65 | 2000  | David Cilia Vincenti (en)         |
| 66 | 2001  | Peter Sammut Briffa (en)          |
| 67 | 2002  | Peter Sammut Briffa (en)          |
| 68 | 2003  | Colin Pace (en)                   |
| 69 | 2004  | Andrew Borg (en)                  |
| 70 | 2005  | Harry Camilleri                   |
| 71 | 2006  | Colin Pace (en)                   |
| 72 | 2007  | Patrick Zerafa (en)               |
| 73 | 2008  | Colin Pace (en)                   |
| 74 | 2009  | Colin Pace (en)                   |
| 75 | 2010  | Colin Pace (en)                   |
| 76 | 2011  | Colin Pace (en)                   |
| 77 | 2012  | Colin Pace (en)                   |
| 78 | 2013  | Joseph Gauci (en)                 |
| 79 | 2014  | Joseph Gauci (en)                 |
| 80 | 2015  | Colin Pace (en)                   |
| 81 | 2016  | Robert Zerafa (en)                |
| 82 | 2017  | Robert Zerafa (en)                |
| 83 | 2018  | Robert Zerafa (en)                |
| 84 | 2019  | Robert Zerafa (en)                |
| 85 | 2020  | Jake Darmanin (en)                |
| 86 | 2021  | Robert Zerafa (en)                |
| 87 | 2022  | David Vincenti (en)               |
| 88 | 2023  | Colin Pace (en)                   |
| 89 | 2024  | Jack Mizzi (en)                   |